# Maréchal de camp
Maréchal de camp byla nejnižší generálská hodnost existující v armádě Francouzského království a první republiky přibližně od druhé poloviny 16. století do roku 1793, kdy byla nahrazena hodností général de brigade, a poté opět v obnoveném království mezi lety 1814 až 1848. Odpovídá přibližně hodnosti generálmajor současných armád. Vyšším hodnostním stupněm byl lieutenant-général des armées.

## Vznik a vývoj
Označení maréchal de camp se v královském vojsku Francie objevilo za vlády Jindřicha II., v době války chambordské ligy, pro postavení důstojníka, jehož povinností bylo asistovat velícímu generálu s velením vojsk v poli, zejména plánovat a organizovat výstavbu polních táborů, zajišťovat strážemi jejich bezpečnost a dohlížet na šikování vojsk před bitvou podle pokynů velícího generála. Tvořil tak spojovací článek mezi vojevůdcem a veliteli jednotlivých podřízených pluků (mestre de camp), přibližně v roli z níž se vyvinulo pozdější postavení náčelníka štábu.
Zpočátku se jednalo o funkční pověření, existující pouze po dobu jednotlivého polního tažení či válečné kampaně, ale postupně se vžilo, že jeho nositelé si titul zachovali i nadále, a v době vlády Jindřicha IV. tak bylo v roce 1610 stanoveno oficiálně. Jednalo se ale o převážně čestný titul a jeho nositeli po skončení tažení, pro něž byl původně jmenován, nezůstaly původní velitelské pravomoci.
V době vlády Ludvíka XIV. začala být, okolo roku 1660, hodnost maréchal de camp udělována jako první stupeň generálských hodností, nespojený výhradně s původním okruhem působnosti dříve vyhrazeným nositelům tohoto označení.
Po zrušení funkčního stupně brigadier des armées de roi v roce 1788 nositelé hodnosti maréchal de camp většinou stáli v čele brigád. 
V době Velké francouzské revoluce byla dekretem Konventu ze dne 21. února 1793 nahrazena hodností général de brigade.
Po restauraci Bourbonů byla hodnost maréchal de camp obnovena, a zůstala zachována i během druhé krátké vlády Napoleona Bonaparta. V jejím užívání pokračovala i armáda tzv. červencové monarchie, po jejímž pádu byla ve francouzské armádě opět nahrazena hodností général de brigade.

## Hodnostní označení
Poté, co bylo v roce 1744 ve francouzské armádě předepsáno pro generály v poli nošení stejnokrojů, příslušný předpis stanovil, že uniforma pro hodnost maréchal de camp sestává z modrého kabátce se zlatými knoflíky, obšitého zlatem protkávanou stuhou lemující jeho zapínání, rukávovou manžetu a chlopně kapes. 
V říjnu 1786 byly jako další označení hodnosti zavedeny zlaté epolety se dvěma stříbrnými hvězdami, podobně jako již od roku 1775 nosili maréchaux de camp kteří byli současně veliteli pluků nebo přičleněni k speciálním druhům vojsk na příslušných plukovních uniformách.

## Další země
Podobně pojmenované odpovídající hodnosti užívaly v 17. a 18. století i armády španělská (španělsky Mariscal de Campo) a portugalská (portugalsky Marechal de Campo).
Ve vojscích německých zemí, včetně císařské armády Svaté říše římské, a armádách některých severských států, v tomto období s hodností maréchal de camp korespondovaly hodnosti Generalfeldwachtmeister a v armádě Britského commonwealthu a Anglie Sergeant Major General, jejichž nositelé původně plnili stejné povinnosti jako maréchal de camp, a které přibližně odpovídají pozdější hodnosti generálmajor, jež se z nich posléze vyvinula.